# Karl Tabouret
Karl Tabouret, né le 3 mai 2003 à Albertville, est un biathlète fondeur de haut niveau au sein de l’équipe de France handisport de ski nordique depuis 2019.

## Biographie
Karl Tabouret pratique du ski nordique depuis l'âge de 8 ans et il est repéré par France Handisport où il intègre le groupe Jeunes à Potentiel. Il est atteint d’une paralysie cérébrale avec atteinte spastique des membres inférieurs.
En 2020, il est sélectionné aux Jeux Européens Paralympiques de la Jeunesse en Pologne où il décroche trois médailles d'or (biathlon, ski de fond sprint et classique).
En 2024, il intègre les circuits des coupes du monde remportant notamment l'étape en para-ski de fond à Beitostølen en Norvège. Lors des championnats du monde de para-biathlon qui ont lieu à Prince George en 2024, il finit 7e sur le sprint poursuite et 11e sur l'individuel 12,5km.
Pour les championnats 2025, d'abord en biathlon en février à Toblach, il remporte l'argent sur 10km mais il provoque la disqualification de l’équipe open masculine. En mars 2025 pour les Championnats du monde de ski nordique, il remporte le titre du sprint classique accompagné sur le podium Benjamin Daviet qui a pris lui la troisième place.